# Muzeum Dom Stiepana Erzia
Muzeum Dom S.D. Erzii (ros. Дом-музей С. Д. Эрьзи) – muzeum w rodzinnej wsi Bajewo Stiepana Erzyi rzeźbiarza pochodzenia mordwińskiego, oddział Muzeum Sztuk Pięknych Republiki Mordwińskiej.

## Historia
Muzeum zostało otwarte w stulecie urodzin rzeźbiarza w 1976 roku. Zostało umieszczone w parterowym drewnianym budynku zbudowanym w pobliżu miejsca gdzie znajdowała się chata w której urodził się artysta. Składa się z jednego pomieszczenia z przedsionkiem. Na elewacji budynku znajduje się sześć okien zdobionych płaskorzeźbami. 

## Zbiory
W kolekcji muzeum znajdują się: dokumenty fotograficzne, rzeczy osobiste Stiepana Erzyi oraz 4 jego rzeźby. Ponadto ekspozycje poświęcone sztuce ludowej i życiu codziennemu w Mordowii.